# روابط ترکیه و جیبوتی
روابط ترکیه و جیبوتی روابط خارجی بین جیبوتی و ترکیه است. سفارت ترکیه در کامپالا در ۲۰۱۳ گشایش یافت. سفارت جیبوتی در آنکارا در ۲۰۱۲ افتتاح گردید.

## شروع روابط
هر دو کشور به‌طور رسمی روابط دیپلماتیک را در سال ۱۹۷۷ برقرار کردند. مسجد عبدالحمید دوم، بزرگ‌ترین مسجد در جیبوتی، توسط بنیاد دیانت ترکیه تأمین مالی شد. این ساختمان شامل یک بخش مدرسه نیز می‌باشد.
سفارت ترکیه در کامپالا در ۲۰۱۳ گشایش یافت. سفارت جیبوتی در آنکارا در ۲۰۱۲ افتتاح گردید.

## دیدارهای دوجانبه
رجب طیب اردوغان در ژانویه ۲۰۱۵ به جیبوتی سفر کرد. اسماعیل عمر غیله طی سال‌های ۲۰۰۹ تا ۲۰۱۸ در مجموع ۴ بار به ترکیه سفر کرده‌است.

## روابط اقتصادی
در سال ۲۰۱۸ حجم تجارت بین دو کشور ۱۹۶۰۰۰۰۰۰ دلار و در سال ۲۰۱۹ به ارزش ۲۵۱۰۰۰۰۰۰ دلار بوده‌است.
چهارمین نشست کمیسیون مشترک اقتصادی ترکیه و جیبوتی (JEC) در ۱۸ تا ۱۹ فوریه ۲۰۲۰ در آنکارا برگزار شد.

## روابط آموزشی
ترکیه از سال ۱۹۹۲ به عنوان بخشی از بورسیه اعطایی تحصیلی به دانشجویان جیبوتی بورسیه می‌دهد.

## همکاری نظامی
ترک‌ها به جیبوتی پهپاد بیرقدار تی‌بی۲ صادر کرده‌اند.